# Liste der Provinzen Argentiniens
Argentinien ist in 23 Provinzen (provincias, Singular provincia) und eine autonome Stadt (ciudad autónoma) untergliedert.

## Rechtlicher Status
Die Provinzen sind die Gliedstaaten des argentinischen Bundesstaates. Sie haben jeweils eine eigene Provinzverfassung. In ihre Zuständigkeit fallen alle staatlichen Aufgaben, die durch die argentinische Verfassung nicht ausdrücklich dem Zentralstaat zugewiesen werden.

Das in der Antarktis beanspruchte Gebiet (bezeichnet als Argentinisches Antarktisterritorium) wird international nicht anerkannt, da der Antarktis-Vertrag allen Staaten untersagt, Gebietsansprüche zu erheben oder geltend zu machen.

## Institutionen
Die Provinzen verfügen jeweils über eine Regierung unter Leitung eines direkt gewählten Gouverneurs (gobernador) und ein Parlament.
Die Provinzen sind administrativ in Departamentos untergliedert. Eine Ausnahme bildet die Provinz Buenos Aires, deren Untergliederungen als Partidos bezeichnet werden. Die Departamentos sind in einigen Provinzen noch weiter in Municipios (Gemeinden) unterteilt, während das Gebiet der Partidos der Provinz Buenos Aires sowie der Departamentos in Mendoza, San Juan und La Rioja mit dem der zugehörigen Municipios identisch ist.

## Geschichte
Die Mehrzahl der argentinischen Provinzen entstand in den Jahren zwischen 1810 und 1834 aus Teilgebieten des vormaligen Vizekönigreiches Río de la Plata. Eine Zentralregierung für die Vereinigten Provinzen des Río de la Plata (Provincias Unidas del Río de la Plata) konnte sich zunächst nicht auf Dauer etablieren, so dass die einzelnen Provinzen ab 1820 faktisch unabhängige Staaten waren. Lediglich die Vertretung nach außen blieb meist in der Hand der Provinz Buenos Aires.
Der argentinische Bundesstaat umfasste bei seiner Gründung 1853 zunächst 13 Provinzen des Landesinneren: Catamarca, Córdoba, Corrientes, Entre Ríos, Jujuy, La Rioja, Mendoza, Salta, San Juan, San Luis, Santa Fe, Santiago del Estero und Tucumán. 1859 (endgültig 1862) wurde auch die Provinz Buenos Aires Teil des Bundesstaates.
Die Stadt Buenos Aires, die bis dahin Teil der Provinz Buenos Aires und deren Hauptstadt gewesen war, wurde im Jahre 1880 als Bundesdistrikt (Distrito Federal) und Bundeshauptstadt von der gleichnamigen Provinz getrennt.
Neu in den argentinischen Staat eingegliederte Gebiete an der Grenze zu Paraguay im Nordosten und im Gran Chaco, an der Grenze zu Bolivien und Chile im Nordwesten, in der südlichen Pampa, Patagonien und Feuerland wurden zunächst als Nationalterritorien (Territorios nacionales) direkt der Bundesregierung unterstellt. Aus einem Teil der Nationalterritorien wurden im Laufe der Zeit neun neue Provinzen gebildet, während andere Gebiete schon bestehenden Provinzen eingegliedert wurden. So entstanden die neuen Provinzen Misiones im Nordosten, Chaco und Formosa im Gran Chaco, La Pampa in der südlichen Pampa, Neuquén, Río Negro, Chubut und Santa Cruz in Patagonien und als letzte 1991 Tierra del Fuego (Feuerland). Die Provinz Buenos Aires wurde nach Süden hin vergrößert. Das 1899 gegründete Territorio Nacional de los Andes im Nordwesten wurde 1943 auf die Provinzen Salta, Jujuy und Catamarca aufgeteilt. In Patagonien gab es zwischen 1944 und 1955 die Zona Militar de Comodoro Rivadavia, die den Süden der heutigen Provinz Chubut und den Norden des heutigen Santa Cruz umfasste und vor allem mit dem Ziel gegründet worden war, im Zweiten Weltkrieg die Erdölvorkommen zu schützen.
In den 1950er Jahren trugen zwei Provinzen kurzzeitig Namen bedeutender argentinischer Persönlichkeiten: Die Provinz La Pampa bezeichnete sich zwischen 1952 und 1956 als Provincia Eva Perón, die Provinz Chaco trug zwischen 1951 und 1955 den Namen Provincia Presidente Perón.
Bis 1994 war die Stadt Buenos Aires ein direkt der Zentralregierung unterstellter Bundesdistrikt. Seit der Verfassungsreform im selben Jahr ist Buenos Aires als autonome Stadt den Provinzen weitgehend gleichgestellt.

## Übersichtstabelle
| Provinz                          | Fläche (Rang) Prozentanteil | Einwohner (Rang) | Dichte (Rang) | Hauptstadt          | Kürzel |
| -------------------------------- | --------------------------- | ---------------- | ------------- | ------------------- | ------ |
| Stadt Buenos Aires               | 200 (24) 00,007             | 3.121.707 0(4)   | 14.450,8 0(1) |                     | C      |
| Provinz Buenos Aires             | 307.571 0(1) 11,110         | 17.523.996 0(1)  | 50,8 0(3)     | La Plata            | B      |
| Catamarca                        | 102.602 (11) 03,70          | 429.562 (20)     | 3,6 (20)      | San Fernando        | K      |
| Chaco                            | 99.633 (12) 03,60           | 1.129.606 (11)   | 10,6 (11)     | Resistencia         | H      |
| Chubut                           | 224.686 0(3) 08,120         | 592.621 (18)     | 2,3 (22)      | Rawson              | U      |
| Córdoba                          | 165.321 0(5) 05,970         | 3.840.905 0(2)   | 20,0 0(6)     | Córdoba             | X      |
| Corrientes                       | 88.199 (16) 03,180          | 1.212.696 (10)   | 11,3 (10)     | Corrientes          | W      |
| Entre Ríos                       | 78.781 (17) 02,840          | 1.425.578 0(8)   | 15,7 0(7)     | Paraná              | E      |
| Formosa                          | 72.066 (19) 02,600          | 607.419 (17)     | 7,4 (14)      | Formosa             | P      |
| Jujuy                            | 53.219 (20) 01,920          | 811.611 (14)     | 12,7 0(8)     | San Salvador        | Y      |
| La Pampa                         | 143.440 0(8) 05,290         | 361.859 (22)     | 2,2 (23)      | Santa Rosa          | L      |
| La Rioja                         | 89.680 (14) 03,240          | 383.865 (21)     | 3,7 (19)      | La Rioja            | F      |
| Mendoza                          | 148.827 0(7) 05,370         | 2.043.540 0(5)   | 11,7 0(9)     | Mendoza             | M      |
| Misiones                         | 29.801 (21) 01,070          | 1.278.873 0(9)   | 37,0 0(4)     | Posadas             | N      |
| Neuquén                          | 94.078 (13) 03,40           | 710.814 (16)     | 5,9 (17)      | Neuquén             | Q      |
| Río Negro                        | 203.013 0(4) 07,330         | 750.768 (15)     | 3,1 (21)      | Viedma              | R      |
| Salta                            | 155.488 0(6) 05,610         | 1.441.351 0(7)   | 7,8 (12)      | Salta               | A      |
| San Juan                         | 89.651 (15) 03,240          | 822.853 (13)     | 7,6 (13)      | San Juan            | J      |
| San Luis                         | 76.748 (18) 02,770          | 542.069 (19)     | 5,6 (18)      | San Luis            | D      |
| Santa Cruz                       | 243.943 0(2) 08,810         | 337.226 (23)     | 1,1 (24)      | Río Gallegos        | Z      |
| Santa Fe                         | 133.007 (10) 04,80          | 3.544.908 0(3)   | 24,0 0(5)     | Santa Fe            | S      |
| Santiago del Estero              | 136.351 0(9) 04,920         | 1.060.906 (12)   | 6,4 (15)      | Santiago del Estero | G      |
| Tierra del Fuego (dt. Feuerland) | 21.571 (23) 00,770          | 185.732 (24)     | 5,9 (16)      | Ushuaia             | V      |
| Tucumán                          | 22.524 (22) 00,810          | 1.731.820 0(6)   | 64,3 0(2)     | San Miguel          | T      |
| Gesamt                           | 2.780.400                   | 46.234.830       | 16,6          |                     |        |

## Provinzwappen und Provinzflaggen
Alle argentinischen Provinzen besitzen ein Provinzwappen und eine Provinzflagge. Beschreibungen der Provinzflaggen und -wappen befinden sich in den Artikeln Flagge Argentiniens und Wappen Argentiniens.

Die Flaggen der argentinischen Provinzen
Stadt Buenos Aires
Provinz Buenos Aires
Chaco
Catamarca
Chubut
Córdoba
Corrientes
Entre Ríos
Formosa
Jujuy
La Pampa
La Rioja
Mendoza
Misiones
Neuquén
Río Negro
Salta
San Juan
San Luis
Santa Cruz
Santa Fe
Santiago del Estero
Tierra del Fuego
Tucumán